# Sénat (Pakistan)
Pour les autres articles nationaux ou selon les autres juridictions, voir Sénat.
Bâtiment du Parlement
Le Sénat (en ourdou : ﺳﻴﻨﻂ romanisé : Aiwān-e-Bālā ; en anglais : Senate) est la chambre haute du parlement bicaméral du Pakistan. Avec l'Assemblée nationale, il forme l'organe législatif fédéral alors que les assemblées provinciales forment les organes législatifs fédérés. 
Le Sénat est l'émanation du fédéralisme pakistanais et représente donc à niveau égal les quatre provinces du Pakistan.

## Rôle
Le Sénat vote les lois et les amendements constitutionnels. Pour que ceux-ci soient valables, l'Assemblée nationale et le Sénat doivent tous les deux les voter. Toutefois, si les deux chambres ne sont pas d'accord, le Premier ministre peut demander la réunion du Parlement pour un vote commun. Ainsi, le Sénat est désavantagé puisqu'il ne dispose que de 96 voix contre 342 pour l'Assemblée nationale.
Le Sénat a pour rôle de représenter les provinces et leur autonomie, dans le cadre d'une république fédérale.

## Mode de scrutin
Le Sénat est composé de 100 sièges pourvus au scrutin à vote unique transférable pour un mandat de six ans, renouvelés par moitié tous les trois ans. Les élections ont lieu au scrutin indirect via un collège électoral composé des membres des assemblées provinciales des quatre provinces du pays plus le Territoire fédéral de la capitale, Islamabad,.
Chaque province dispose en tout de 23 sièges de sénateurs, dont 14 pourvus sur une liste générale. Les autres sont des sièges réservés, à raison de 4 sièges pour des femmes, 4 pour des technocrates, dont un ouléma, et 1 siège à un membre d'une minorité religieuse. Le territoire de la capitale dispose quant à lui de quatre sièges, dont deux de la liste générale, une femme et un ouléma. A chaque élection, la moitié de tous ces sièges sont ainsi à pourvoir,.

### Régions tribales
Jusqu'à leur abolition en 2018 et leur fusion dans la province du Khyber Pakhtunkhwa, les Régions tribales sous administration fédérale étaient représentées par un total de 8 sièges de sénateurs pourvus par l'Assemblée nationale, renouvelés comme le reste du sénat par moitié tous les trois ans. Les mandats des 8 sénateurs élus avant l'abolition de 2018 se poursuivent néanmoins jusqu'à leur terme, mais ne sont plus renouvelés. Le Sénat est par conséquent composé de 104 sièges jusqu'aux élections sénatoriales de 2021, après lesquelles 100 sièges demeurent, et ce jusqu'aux élections de 2024 où leur nombre passe à celui définitif de 96 sénateurs.

## Présidence
Depuis le 9 avril 2024, le président du Sénat est Youssouf Raza Gilani du PPP.
Le président du Sénat assure notamment l'intérim de la présidence de la République en cas de vacance du pouvoir.

## Composition

Législature 2018-2021

Les membres du Sénat sont renouvelés par moitié tous les trois ans, la composition ci-dessous date des deux élections de mars 2015 et mars 2018.
| Parti                                 | Sièges |
| ------------------------------------- | ------ |
| Ligue musulmane du Pakistan (N)       | 33     |
| Parti du peuple pakistanais           | 20     |
| Mouvement du Pakistan pour la justice | 12     |
| Mouvement Muttahida Qaumi             | 5      |
| Parti national                        | 5      |
| Jamiat Ulema-e-Islam (F)              | 4      |
| Pashtunkhwa Milli Awami               | 3      |
| Jamaat-e-Islami                       | 2      |
| Parti national baloutche              | 1      |
| Ligue musulmane du Pakistan (F)       | 1      |
| Parti national Awami                  | 1      |
| Indépendants                          | 17     |
| Total                                 | 104    |

## Élections
La composition du Sénat date toujours des deux dernières élections, puisque la chambre haute est renouvelée par moitié tous les trois ans.

### Élection de 2006
| Parti                                      | Pendjab | Sind | Khyber Pakhtunkhwa | Baloutchistan | Islamabad | Régions tribales | Total |
| ------------------------------------------ | ------- | ---- | ------------------ | ------------- | --------- | ---------------- | ----- |
| Ligue musulmane du Pakistan (Q)            | 9       | 2    | 3                  | 4             | 2         | 0                | 20    |
| Muttahida Majlis-e-Amal                    | 0       | 1    | 6                  | 3             | 0         | 0                | 10    |
| Parti du peuple pakistanais                | 1       | 4    | 0                  | 0             | 0         | 0                | 5     |
| Mouvement Muttahida Qaumi                  | 0       | 3    | 0                  | 0             | 0         | 0                | 3     |
| Ligue musulmane du Pakistan (N)            | 1       | 0    | 0                  | 0             | 0         | 0                | 1     |
| Parti national Awami                       | 0       | 0    | 1                  | 0             | 0         | 0                | 1     |
| Parti national baloutche                   | 0       | 0    | 0                  | 1             | 0         | 0                | 1     |
| Parti Qaumi Watan                          | 0       | 0    | 1                  | 0             | 0         | 0                | 1     |
| Autres                                     | 0       | 1    | 0                  | 2             | 0         | 0                | 3     |
| Indépendants                               | 0       | 0    | 0                  | 1             | 0         | 4                | 5     |
| Total                                      | 11      | 11   | 11                 | 11            | 2         | 4                | 50    |
| Source : Commission électorale du Pakistan |         |      |                    |               |           |                  |       |

### Élection de 2009

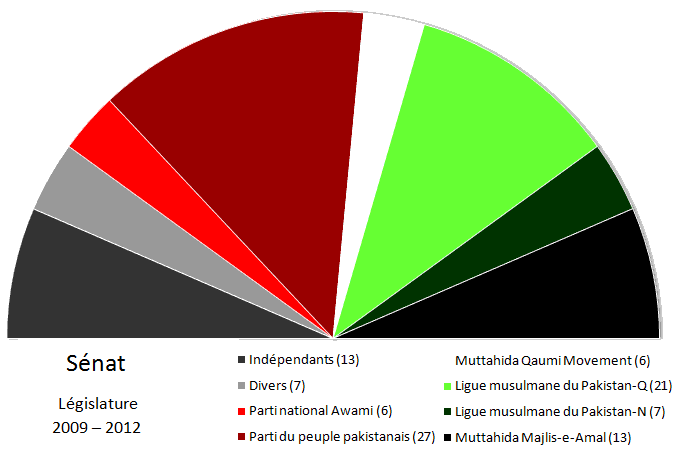
Composition du Sénat de mars 2009 à mars 2012.

| Parti                                       | Pendjab | Sind | Khyber Pakhtunkhwa | Baloutchistan | Islamabad | Régions tribales | Total |
| ------------------------------------------- | ------- | ---- | ------------------ | ------------- | --------- | ---------------- | ----- |
| Parti du peuple pakistanais                 | 4       | 8    | 5                  | 3             | 2         | 0                | 22    |
| Ligue musulmane du Pakistan (N)             | 6       | 0    | 0                  | 0             | 0         | 0                | 6     |
| Parti national Awami                        | 0       | 0    | 5                  | 0             | 0         | 0                | 5     |
| Jamiat Ulema-e-Islam (F)                    | 0       | 0    | 1                  | 2             | 0         | 0                | 3     |
| Mouvement Muttahida Qaumi                   | 0       | 3    | 0                  | 0             | 0         | 0                | 3     |
| Ligue musulmane du Pakistan (Q)             | 1       | 0    | 0                  | 0             | 0         | 0                | 1     |
| Parti national baloutche                    | 0       | 0    | 0                  | 1             | 0         | 0                | 1     |
| Parti national du peuple                    | 0       | 0    | 0                  | 1             | 0         | 0                | 1     |
| Indépendants                                | 0       | 0    | 0                  | 4             | 0         | 4                | 8     |
| Total                                       | 11      | 11   | 11                 | 11            | 2         | 4                | 50    |
| Source : Commission électorale du Pakistan, |         |      |                    |               |           |                  |       |

### Élection de 2012

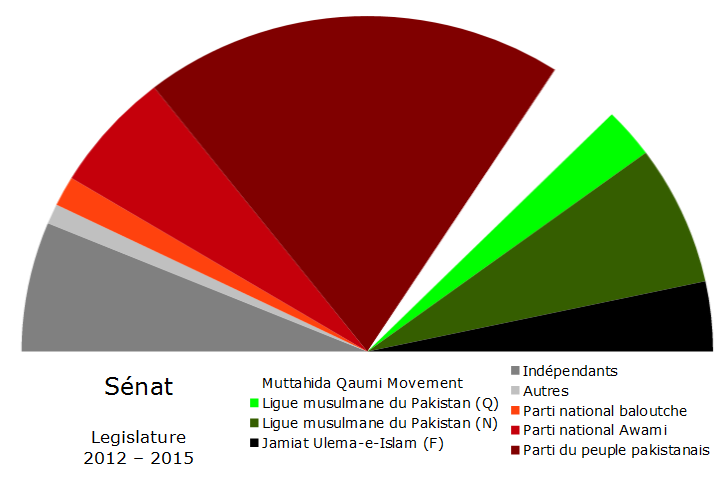
Législature 2012-2015.

Les élections de 2012 se déroulent le 2 mars et portent sur environ la moitié des sénateurs. La composition de l'Assemblée nationale et des assemblées provinciales étant sensiblement la même que durant les élections de 2009, on peut alors s'attendre au même résultat.
En tout, le scrutin porte sur 54 sièges et le nombre de sénateurs sera porté à 104. Les quatre sénateurs supplémentaires correspondent à un nouveau siège réservé à une femme dans chaque province. Le Parti du peuple pakistanais remporte largement les élections, de même que ses partenaires de coalition, le Parti national Awami et Mouvement Muttahida Qaumi. Quant à la Ligue musulmane du Pakistan (Q), partenaire de coalition depuis mai 2011, elle perd de nombreux sièges du fait du retrait des sénateurs élus en 2006, mais réalise de meilleur score qu'en 2009 du fait de son alliance avec le PPP. La Ligue musulmane du Pakistan (N), principal parti d'opposition, réalise également un score légèrement meilleur qu'en 2009.
Grâce à cette victoire, le PPP et ses alliés disposent désormais d'une majorité des deux-tiers.
| Parti                                      | Pendjab | Sind | Khyber Pakhtunkhwa | Baloutchistan | Islamabad | Régions tribales | Total |
| ------------------------------------------ | ------- | ---- | ------------------ | ------------- | --------- | ---------------- | ----- |
| Parti du peuple pakistanais                | 3       | 7    | 4                  | 4             | 1         | 0                | 19    |
| Ligue musulmane du Pakistan (N)            | 7       | 0    | 1                  | 0             | 0         | 0                | 8     |
| Parti national Awami                       | 0       | 0    | 6                  | 1             | 0         | 0                | 7     |
| Jamiat Ulema-e-Islam (F)                   | 0       | 0    | 1                  | 3             | 0         | 0                | 4     |
| Mouvement Muttahida Qaumi                  | 0       | 4    | 0                  | 0             | 0         | 0                | 4     |
| Ligue musulmane du Pakistan (Q)            | 1       | 0    | 0                  | 2             | 1         | 0                | 4     |
| Parti national baloutche                   | 0       | 0    | 0                  | 2             | 0         | 0                | 2     |
| Ligue musulmane du Pakistan (F)            | 0       | 1    | 0                  | 0             | 0         | 0                | 1     |
| Indépendants                               | 1       | 0    | 0                  | 0             | 0         | 4                | 5     |
| Total                                      | 12      | 12   | 12                 | 12            | 2         | 4                | 54    |
| Source : Commission électorale du Pakistan |         |      |                    |               |           |                  |       |

### Élection de 2015

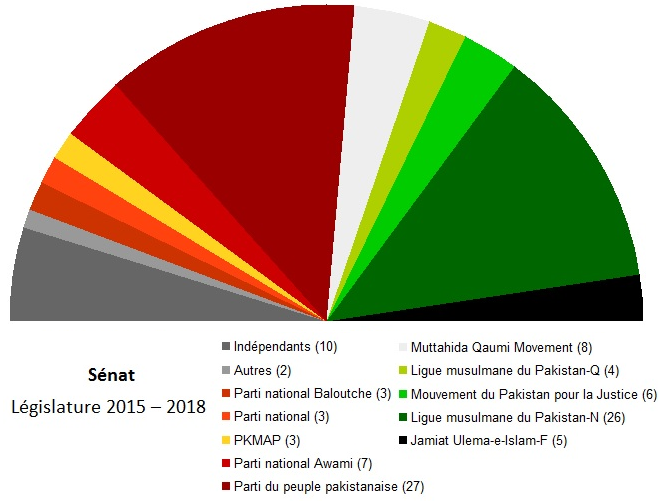
Législature 2015-2018

Les élections de 2015 se déroulent le 5 mars et portent sur la moitié des sénateurs, soit 52 sièges sur un total 104. La Ligue musulmane du Pakistan (N) remporte largement ce scrutin, mais ne parvient pas à dépasser le Parti du peuple pakistanais, qui garde finalement un siège de plus dans la composition nouvelle du Sénat. Le Mouvement du Pakistan pour la justice, le Pashtunkhwa Milli Awami et le Parti national réussissent tous les trois à faire leur première entrée au Sénat, à la suite de leur bonne performance dans les assemblées provinciales électrices lors des élections législatives de 2013.
Malgré un net recul, la coalition précédente menée par le Parti du peuple pakistanais conserve sa majorité, et Raza Rabbani est élu sénateur le 11 mars 2015 en remplacement de Nayyar Hussain Bukhari.
| Parti                                      | Pendjab | Sind | Khyber Pakhtunkhwa | Baloutchistan | Islamabad | Régions tribales | Total |
| ------------------------------------------ | ------- | ---- | ------------------ | ------------- | --------- | ---------------- | ----- |
| Ligue musulmane du Pakistan (N)            | 11      | 0    | 2                  | 3             | 2         | 0                | 18    |
| Parti du peuple pakistanais                | 0       | 7    | 1                  | 0             | 0         | 0                | 8     |
| Mouvement du Pakistan pour la justice      | 0       | 0    | 6                  | 0             | 0         | 0                | 6     |
| Mouvement Muttahida Qaumi                  | 0       | 4    | 0                  | 0             | 0         | 0                | 4     |
| Pashtunkhwa Milli Awami                    | 0       | 0    | 0                  | 3             | 0         | 0                | 3     |
| Parti national                             | 0       | 0    | 0                  | 3             | 0         | 0                | 3     |
| Jamiat Ulema-e-Islam (F)                   | 0       | 0    | 1                  | 1             | 0         | 0                | 2     |
| Parti national baloutche                   | 0       | 0    | 0                  | 1             | 0         | 0                | 1     |
| Parti national Awami                       | 0       | 0    | 1                  | 0             | 0         | 0                | 1     |
| Jamaat-e-Islami                            | 0       | 0    | 1                  | 0             | 0         | 0                | 1     |
| Indépendants                               | 0       | 0    | 0                  | 1             | 0         | 4                | 5     |
| Total                                      | 11      | 11   | 12                 | 12            | 2         | 4                | 52    |
| Source : Commission électorale du Pakistan |         |      |                    |               |           |                  |       |

### Élection de 2018

Législature 2018-2021

Les élections de 2018 se déroulent le 3 mars et portent sur la moitié des sénateurs, soit 52 sièges sur un total 104. La Ligue musulmane du Pakistan (N) remporte ce scrutin et parvient avec ses alliés à obtenir une majorité relative à la chambre haute. 
Toutefois, le pouvoir manque la majorité absolue et ne réussit pas à imposer son candidat au poste de président du Sénat. L'opposition se réunit et le Parti du peuple pakistanais se contente d'un simple poste de vice-président, alors que Sadiq Sanjrani est élu président. Sénateur indépendant, il devient le premier baloutche et le plus jeune président de la chambre haute. 
| Parti                                      | Pendjab | Sind | Khyber Pakhtunkhwa | Baloutchistan | Islamabad | Régions tribales | Total |
| ------------------------------------------ | ------- | ---- | ------------------ | ------------- | --------- | ---------------- | ----- |
| Ligue musulmane du Pakistan (N)            | 11      | 0    | 2                  | 0             | 2         | 0                | 15    |
| Parti du peuple pakistanais                | 0       | 10   | 2                  | 0             | 0         | 0                | 12    |
| Mouvement du Pakistan pour la justice      | 1       | 0    | 5                  | 0             | 0         | 0                | 6     |
| Pashtunkhwa Milli Awami                    | 0       | 0    | 0                  | 2             | 0         | 0                | 2     |
| Parti national                             | 0       | 0    | 0                  | 2             | 0         | 0                | 2     |
| Jamiat Ulema-e-Islam (F)                   | 0       | 0    | 1                  | 1             | 0         | 0                | 2     |
| Mouvement Muttahida Qaumi                  | 0       | 1    | 0                  | 0             | 0         | 0                | 1     |
| Jamaat-e-Islami                            | 0       | 0    | 1                  | 0             | 0         | 0                | 1     |
| Ligue musulmane du Pakistan (F)            | 0       | 1    | 0                  | 0             | 0         | 0                | 1     |
| Indépendants                               | 0       | 0    | 0                  | 6             | 0         | 4                | 10    |
| Total                                      | 11      | 11   | 12                 | 12            | 2         | 4                | 52    |
| Source : Commission électorale du Pakistan |         |      |                    |               |           |                  |       |